# Agent de contraste pour l'IRM

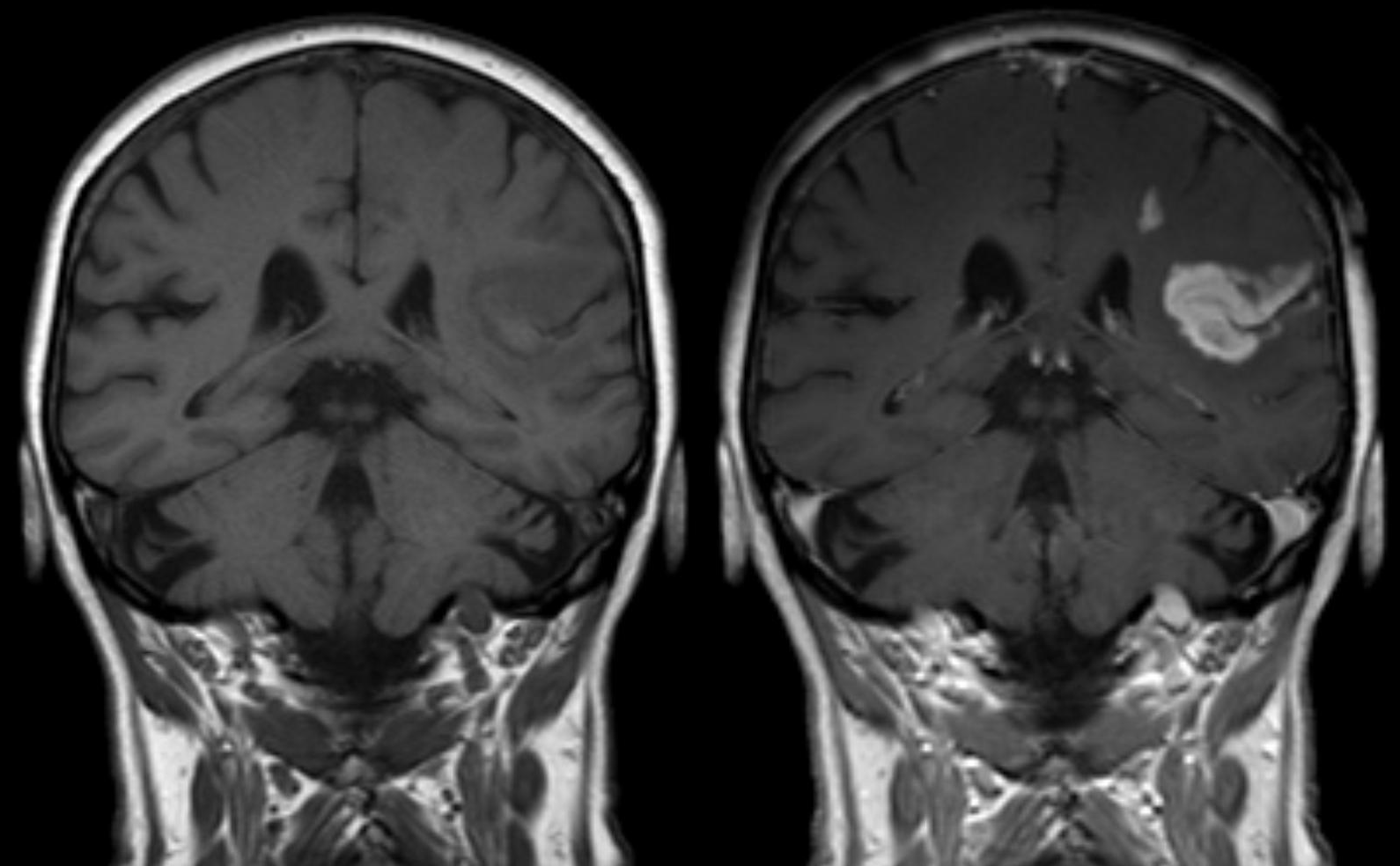
Effet de l'agent de contraste sur les images : défaut de la barrière hémato-encéphalique après un AVC pondéré en T_{1}, image de gauche sans, image de droite avec administration de produit de contraste.

Un agent ou produit de contraste pour l'IRM est un agent de contraste utilisé pour améliorer la visibilité des structures internes du corps en imagerie par résonance magnétique (IRM). Les composés les plus couramment utilisés pour l'amélioration du contraste sont à base de gadolinium. Ceux-ci raccourcissent les temps de relaxation magnétique (T1 et T2) des protons des molécules d’eau : le temps pendant lequel les spins de ces protons regagnent leur état initial après excitation par l’onde de radiofréquence.

## Gadolinium(III)
L'ion Gd3+ est utilisé comme agent de contraste pour l'imagerie par résonance magnétique (IRM) où il est associé à un chélateur ou ligand pour réduire son exposition à l'organisme et sa haute cytotoxicité (dose létale médiane : 0,34 mmol/kg IV (souris)).
Il possède sous sa forme ionique sept électrons non appariés, ce qui réduit les temps de relaxation longitudinaux (T1) et transversaux (par effet T2*) des tissus avoisinants, créant un signal T1 plus important et donc une image plus contrastée. Ces produits gadolinés sont injectés par voie intraveineuse et permettent d'imager l'ensemble du réseau veineux.
Ils sont éliminés par voie rénale (par filtration glomérulaire). Ils sont rarement injectés par voie intra-articulaire dilué.
Les chélates de Gd3+ sont hydrophiles et franchissent seulement une barrière hémato-encéphalique compromise, telle que les lésions et les tumeurs.

### Agents de contraste à base de gadolinium (GBCA) autorisés
Noms commerciaux, approuvés pour un usage chez l'homme par l'Agence européenne des médicaments (AEM), FDA (dose standard DS) :
- macrocycliques :
  - ioniques :
    - gadotérate (Dotarem, Clariscan) : AEM, FDA (DS : 0,1 mmol/kg),

  - non ioniques :
    - gadobutrol (en) (Gadovist : Europe, Gadavist : États-Unis) AEM, FDA (DS : 0,1 mmol/kg),
    - gadotéridol (en) (ProHance) : AEM, FDA (DS : 0,1 mmol/kg) ;
- linéaires (suspendus par l'AEM[8], faible stabilité thermodynamique) :
  - ioniques :
    - gadopentétate de diméglumine (en) (Magnevist[9], Europe : Magnegita, Gado-MRT ratiopharm) FDA (Magnetol) (DS : 0,1 mmol/kg)),
    - gadobénate (MultiHance) : FDA, AEM (foie) (DS : 0,1 mmol/kg),
    - gadoxétate de disodium (en) (Eovist, Europe : Primovist) FDA,

  - non ioniques (faible stabilité cinétique) :
    - gadoversétamide (en) (OptiMARK) FDA (DS : 0,1 mmol/kg),
    - gadodiamide (en) (Omniscan) : FDA (DS : 0,1 mmol/kg).

### Effets indésirables
Le gadolinium(III), dû à sa haute toxicité, est uniquement administré chélaté. En effet, Gd3+ a un rayon atomique très proche du calcium et peut donc s'y substituer dans les nombreux processus biologiques où il intervient (canaux calciques, régularité du rythme cardiaque, etc.), entrainant des effets plus ou moins sérieux selon la dose injectée.
Le gadolinium (sous forme chélatée ou libre) est retenu dans le cerveau, en particulier dans le noyau dentelé et le globus pallidus, dès une injection d'un agent de contraste à base de gadolinium (GBCA) (en quantité plus importante pour les linéaires). Le système glymphatique pourrait être la voie d'accès principale des GBCA au cerveau en intraveineuse. Des études in vitro ont trouvé les agents linéaires (chélateurs moins stables) plus neurotoxiques que ceux macrocycliques,. Une étude a trouvé qu'un rehaussement du signal T1 sans administration de contraste (indicateur de la présence de gadolinium) sur les IRM cérébraux d'individus ayant reçu une ou plusieurs injections d'agents linéaires et macrocycliques corrélaient significativement avec une fluence verbale moindre. La confusion est une possible conséquence clinique reportée par plusieurs études.
Les injections intrathécales de doses supérieures à 1 mmol sont associées à de sévères complications neurologiques et peuvent entraîner la mort,.
Les GBCA sont néphrotoxiques, peuvent provoquer une réaction inflammatoire et peuvent entrainer la mort en cas d'insuffisance rénale,. Des cas de fibroses néphrogéniques systémiques ont été rapportés avec l'usage d'agents linéaires et macrocycliques, chez des insuffisants rénaux chroniques et aigües (ex. : néphrite interstitielle) bien que beaucoup plus fréquemment par les premiers.
Les agents linéaires (Omniscan, Magnevist) ont été suspendus par l'Agence européenne des médicaments (AEM) en 2017. L'usage des produits macrocycliques reste autorisé en France à la dose la plus faible possible et que lorsque le diagnostic ne peut être obtenu sans.
Une étude rétrospective danoise estimait une incidence de douze cas de fibrose néphrogénique systémique par million dans la population générale du pays, un taux plus élevé que dans d'autres pays avec une utilisation comparable de GBCA. Les auteurs suggèrent que ces derniers sous-diagnostiquent la maladie par méconnaissance des médecins, au contraire des hôpitaux danois qui identifièrent la présence de gadolinium par des analyses par spectrométrie de masse de biopsies cutanées.

## Manganèse
Des agents de contraste utilisant le manganèse (Mn2+), tels le MnLMe ou Mn-PyC3A, au lieu du Gd3+, sont un sujet de recherches et développements. Le manganèse est rapidement éliminé par les reins, est retenu environ deux-trois fois moins que l'acide gadotérique dans les tissus et est endogène.
Des chélates de Mn-DPDP (Mangafodipir) améliorent le signal T1 Le chélate se dissocie in vivo en manganèse et DPDP où le premier est absorbé par voie intracellulaire et excrété dans la bile, tandis que le dernier est éliminé par filtration rénale. Le mangafodipir a été utilisé dans des essais cliniques de neuroimagerie humaine, en rapport avec les maladies neurodégénératives telles que la sclérose en plaques,.

## Oxyde de fer (superparamagnétique)
Ils sont constitués de nanoparticules d'oxyde de fer (diamètre compris entre quelques nanomètres et quelques dizaines de nanomètres). On les appelle « SPION » (pour superparamagnetic iron oxide nanoparticles). Ils ne sont presque plus utilisés.

## Administration orale
Des chélates de gadolinium et de manganèse peuvent augmenter le signal T1 des images de l'appareil digestif. Des produits naturellement riches en manganèse tels que le bleuet et le thé vert peuvent être utilisés.
Le perflubron a été utilisé comme agent de contraste IRM gastro-intestinal pour l'imagerie pédiatrique. Cet agent de contraste agit en réduisant le nombre d'ions hydrogène dans une cavité corporelle, la faisant ainsi apparaître sombre sur les images.